# Lezley Zen
Lezley Zen (Charleston, Carolina del Sur; 19 de febrero de 1974) es una actriz pornográfica estadounidense.

## Biografía
Antes de iniciarse en el porno, Lezley Zen se dedicó al mundo de la hostelería. Dirigió el 'Westin Hotel' y un restaurante italiano llamado 'Italian Trattoria'. Tras divorciarse de su primer marido, empezó a participar en concursos de bikinis y de camisetas mojadas. En esos eventos conoció a los directores Brad Armstrong y Jonathan Morgan.
En 2001 debutó en la industria con la película Serenity's Roman Orgy. Durante su carrera se ha operado hasta ocho veces los pechos. La primera operación la realizó en 1999.
Ha intervenido también en películas eróticas para Playboy TV, HBO, Cinemax y Showtime.
En marzo de 2006 anunció su retiro de la industria porno, para irse a vivir a Miami con su esposo y sus dos hijos. El parón duró dos años, ya que en 2008 regresó de la mano de la productora Brazzers, y luego continuó trabajando para más estudios.

## Vida personal
Se ha casado dos veces y tiene dos hijos. El primer matrimonio concluyó cuando aún trabajaba en la hostelería. Posteriormente, se casó con el actor porno Trevor Zen al que conoció en 1999.

## Premios
Aun nominada en diversas ocasiones a los Premios AVN y a los XRCO Award solo ha sido premiada en el 2005 con el AVN a la Mejor actriz de reparto por Bare Stage.